# Кубок Сінгапуру з футболу 2024—2025
Кубок Сінгапуру з футболу 2024—2025 — 24-й розіграш кубкового футбольного турніру у Сінгапурі. Титул володаря кубка вдруге поспіль здобув Лайон Сіті Сейлорс.

## Календар
| Раунд          | Дата                       | Матчі | Клуби  |
| -------------- | -------------------------- | ----- | ------ |
| Груповий раунд | 1 лютого - 30 березня 2025 | 20    | 10 → 4 |
| 1/2 фіналу     | 16 квітня - 27 травня 2025 | 4     | 4 → 2  |
| Фінал          | 31 травня 2025             | 1     | 2 → 1  |

## 1/2 фіналу
| Команда 1                | Заг. | Команда 2          | 1-й матч | 2-й матч |
| ------------------------ | ---- | ------------------ | -------- | -------- |
| 16 квітня/27 травня 2025 |      |                    |          |          |
| Патум Юнайтед            | 3:4  | Тампінс Роверс     | 1:1      | 2:3 дч   |
| 21/27 травня 2025        |      |                    |          |          |
| Бруней ДПММ              | 2:5  | Лайон Сіті Сейлорс | 2:3      | 0:2      |

## Фінал
| 31 травня 2025 13:15 (EEST) |

| Тампінс Роверс | 0:1      | Лайон Сіті Сейлорс |
| -------------- | -------- | ------------------ |
|                | Протокол | Рамселар 49'       |

| Джалан Бесар, Каланг Глядачів: 2 766 Арбітр: Мухаммад Такі |